# Дьяков (хутір)
Дьяков (рос. Дьяков; адиг. Дьяков) — хутір Майкопського району Адигеї Росії. Входить до складу Кіровського сільського поселення.
Населення —  138 осіб (2015 рік). 